# Demtou
Demtou est un village du département et la commune rurale d'Arbinda, situé dans la province du Soum et la région du Sahel au Burkina Faso.